# 放射線取扱主任者
放射線取扱主任者（ほうしゃせんとりあつかいしゅにんしゃ）は、日本の放射性同位元素等の規制に関する法律（以下、放射性同位元素規制法）に基づく国家資格の一つである。試験は公益財団法人原子力安全技術センターが実施し、免状の交付は受講者が選択した登録資格講習機関（複数）が実施する資格講習を修了（修了試験がある）した者の申請により、原子力規制委員会が行う。

## 概要
放射性同位元素規制法に基づいた放射性同位元素あるいは放射線発生装置の使用者（一般には法人等を指す）、販売業者、賃貸業者及び廃棄業者(以下、許可届出使用者等）は、同法に基づき、放射線障害の防止について監督を行うために放射線取扱主任者（以下、主任者）を事業所ごとに1名以上選任し、原子力規制委員会に届け出なければならない。すなわち、この資格は放射性同位元素等を直接取り扱う各個人に要求される資格ではなく、放射線安全管理の統括を行い、法令上の責務を担う者が所持する必要がある資格である。
なお、放射線取扱主任者免状を持たない者であっても、医療現場での診療目的であるのなら、医師または歯科医師を放射線取扱主任者として選任することが可能である。また、医薬品、医療機器等の品質、有効性及び安全性の確保等に関する法律第2条で規定される医薬品等の製造所では薬剤師を放射線取扱主任者として選任することができる。
この主任者資格には第1種、第2種、第3種の3種類がある。資格取得の難易度は第1種が最も難しく、試験合格率は20パーセント程度であるが、第1種は業務範囲が最も広く、いかなる施設においても選任することができる。第1種及び第2種は原子力規制委員会登録試験機関が主任者試験を行い、合格者は更に、原子力規制委員会登録資格講習（以下、資格講習）機関の資格講習を受講することによって資格を取得できる。第3種は試験ではなく、資格講習を受講することによって資格を取得できる。
放射性同位元素規制法の放射線とは、電磁波または粒子線のうち、直接または間接的に空気を電離する能力をもつもので
1. アルファ線、重陽子線、陽子線その他の重荷電粒子線及びベータ線
2. 中性子線
3. ガンマ線及び特性エックス線（軌道電子捕獲に伴って発生する特性エックス線に限る。）
4. 1メガ電子ボルト以上のエネルギーを有する電子線及びエックス線

をいう。

## 主任者の法の規定及び職務
- 主任者は単なる放射線管理担当者でなく、放射線障害防止法に基づき、監督者として、誠実にその職務を遂行しなければならない。
- 使用施設等に立ち入る者は、主任者が放射性同位元素規制法に基づく命令または放射線障害予防規程の実施を確保するためにする指示に従わなければならない。
- 許可届出使用者等は、放射線障害の防止に関し、主任者の意見を尊重しなければならない。
- 主任者の主な職務を示す。

1. 放射線障害予防規程の制定及び改廃への参画
2. 放射線障害予防上重要な計画作成への参画
3. 法令に基づく官辺手続きの審査
4. 立入検査等の立会い
5. 異常及び事故の原因調査への参画
6. 事業者に対する意見の具申
7. 使用状況、施設、帳簿及び書類等の審査
8. 関係者への助言、勧告及び指示
9. その他放射線障害予防に関し必要な事項

主務官庁
- 原子力規制委員会　原子力規制庁　放射線対策・保障措置課　放射線規制室

## 選任区分
| 主任者の種別 | 主任者の種別 | 事業者 |
| ------------ | ------------ | --- |
| 必要         | 第1種        | 非密封放射性同位元素の許可使用者 放射線発生装置の許可使用者 10テラベクレル以上の密封放射性同位元素の許可使用者 許可廃棄業者                                    |
| 必要         | 第2種        | 下限数量の1000倍を超え10テラベクレル未満の密封放射性同位元素の許可使用者                                                                                       |
| 必要         | 第3種        | 下限数量の1000倍以下の密封放射性同位元素の届出使用者 届出販売業者(取扱が非実物、取扱実物は許可届出使用者) 届出賃貸業者(取扱が非実物、取扱実物は許可届出使用者) |
| 不要         | 不要         | 表示付認証機器の届出使用者 表示付特定認証機器の使用者 |

## 試験（第1種及び第2種）
- 第1種及び第2種は、原子力規制委員会登録試験機関の公益財団法人原子力安全技術センターが試験を実施する[3]。
- 第1種は8月下旬の2日間、第2種は第1種試験の翌日に1日かけて行われる。同時に第1種及び第2種の試験を受けることも可能である。試験会場は札幌、東京、名古屋、大阪、福岡の5箇所である[3]。

### 受験資格
- 誰でも受けられる。第1種及び第2種は主任者試験に合格すると合格証が交付される。合格証では主任者に選任できない。
- 免状を取得するには、合格後に資格講習を受講・修了する必要がある。

### 試験科目
| 第1種 | 第2種 |
| --- | --- |
| 1日目 1. 放射性同位元素等の規制に関する法律に関する課目 2. 第一種放射線取扱主任者としての実務に関する課目 3. 物理学のうち放射線に関する課目 2日目 1. 化学のうち放射線に関する課目 2. 生物学のうち放射線に関する課目 | 1. 放射性同位元素等の規制に関する法律に関する課目 2. 第二種放射線取扱主任者としての実務に関する課目 3. 物理学のうち放射線に関する課目 4. 化学のうち放射線に関する課目 5. 生物学のうち放射線に関する課目 |

## 資格講習
- 第1種及び第2種主任者試験に合格して免状を取得するには、この資格講習の受講を必要とする。放射性同位元素規制法の規定により、18歳未満の者は放射性同位元素等を取り扱うことが出来ないため、18歳未満の者は主任者試験に合格することは出来るが、資格講習の受講は18歳に到達してからとなる。
- 第3種は主任者試験が不要で、直接この資格講習を受講・修了すれば免状を取得できる。
- 資格講習（第1種、第2種及び第3種とも、以下同じ）を受講し修了試験に合格すると、本人の申請により原子力規制委員会の免状が交付される。
- 資格講習は主任者への実務・実技講習を主体としている。
- 資格講習機関の講習内容をコストパフォーマンス順に以下に示す。
- 告示された時間は第1種は30時間以上、第2種は18時間以上、第3種は10時間以上である[6]。

| 種別  | 資格講習機関                       | 受講料（＠税込み円） | 最大定員（人） | 講習期間(日） | 講習場所                     |
| ----- | ---------------------------------- | -------------------- | -------------- | ------------- | ---------------------------- |
| 第1種 | 独立行政法人日本原子力研究開発機構 | 160,000              | 32             | 5             | 茨城                         |
| 第1種 | 一般財団法人電子科学研究所         | 160,000              | 12             | 5             | 大阪                         |
| 第1種 | 公益財団法人原子力安全技術センター | 167,546              | 20             | 5             | 1～4日京都、5日大阪          |
| 第1種 | 公益社団法人日本アイソトープ協会   | 170,000              | 32             | 5             | 東京                         |
| 第2種 | 一般財団法人電子科学研究所         | 90,000               | 18             | 3             | 大阪                         |
| 第2種 | 公益社団法人日本アイソトープ協会   | 100,000              | 32             | 3             | 東京                         |
| 第2種 | 公益財団法人原子力安全技術センター | 103,176              | 36             | 3             | 東京,大阪,京都               |
| 第3種 | 公益社団法人日本アイソトープ協会   | 80,000               | 32             | 2             | 東京                         |
| 第3種 | 一般財団法人電子科学研究所         | 80,000               | 18             | 2             | 大阪                         |
| 第3種 | 一般財団法人放射線利用振興協会     | 88,000               | 24             | 2             | 札幌,茨城,東京,名古屋,福岡等 |
| 第3種 | 独立行政法人日本原子力研究開発機構 | 87,700               | 16             | 2             | 茨城                         |
| 第3種 | 公益財団法人原子力安全技術センター | 93,398               | 36             | 2             | 青森,東京,大阪,名古屋,福岡   |

### 資格講習課目
| 区分  | 日数  | 課目 |
| ----- | ----- | --- |
| 第1種 | 5日間 | 1. 放射線の基本的な安全管理に関する課目（6時間） 2. 放射性同位元素及び放射線発生装置並びに放射性汚染物の取扱い並びに使用施設等及び廃棄物詰替施設等の安全管理の実務に関する課目（11時間） 3. 放射線の量及び放射性同位元素又は放射線発生装置から発生した放射線により生じた放射線を放出する同位元素による汚染の状況の測定の実務に関する課目（12時間） 4. 放射性同位元素等又は放射線発生装置の取扱いに係る事故が発生した場合の対応の実務に関する課目（1時間） 5. 実習レポート講評 6. 修了試験 |
| 第2種 | 3日間 | 1. 放射線の基本的な安全管理に関する課目（3時間） 2. 放射性同位元素（密封されたものに限る）の取扱い及び使用施設等（密封された放射性同位元素を取り扱うものに限る）の安全管理の実務に関する課目（7時間） 3. 放射線の量の測定の実務に関する課目（7時間） 4. 放射性同位元素（密封されたものに限る）又は放射性汚染物の取扱いに係る事故が発生した場合の対応の実務に関する課目（1時間） 5. 実習レポート講評 6. 修了試験                                                                           |
| 第3種 | 2日間 | 1. 放射性同位元素規制法令に関する課目（2時間） 2. 放射線及び放射性同位元素の概論（1.5時間） 3. 放射線の人体に与える影響に関する課目（1.5時間） 4. 放射線の基本的な安全管理に関する課目（2時間） 5. 放射線の量の測定及びその実務に関する課目（3時間） 6. 実習レポート講評 7. 修了試験 |

## 定期講習
定期講習は原子力規制委員会登録定期講習機関が主任者の資質向上を図るために定期的に実施する講習である。事業者は放射性同位元素規制法に基づき、主任者に受講期限までに定期講習を受講させなければならない。

### 受講対象者
- 下記事業所等の選任された放射線取扱主任者（法律施行規則第32条第1項） 
  - 許可届出使用者
  - 届出販売業者
  - 届出賃貸業者
  - （表示付認証機器のみを販売または賃貸する者及び放射性同位元素等の運搬及び運搬の委託を行わない者を除く。）
- 選任された放射線取扱主任者以外の者で、本講習の受講を希望される者。つまり誰でも受けられる。

| 事業者                      | 受講期限 |
| --------------------------- | --- |
| 許可届出使用者 許可廃棄業者 | 主任者選任後1年以内、以後は前回受講した日の属する年度の翌年度の開始日から3年以内 (主任者選任前1年以内に受講の者は受講した日の属する年度の翌年度の開始日から3年以内） |
| 届出販売業者 届出賃貸業者   | 主任者選任後1年以内、以後は前回受講した日の属する年度の翌年度の開始日から5年以内 (主任者選任前1年以内に受講の者は受講した日の属する年度の翌年度の開始日から5年以内） |

以下に定期講習機関の講習内容及び許可届出使用者の受講料を優待割引を除いたコストパフォーマンス順に示す。
| 定期講習機関                       | 基本の受講料（＠税込み円） | 最大定員（人） | 講習場所                   |
| ---------------------------------- | -------------------------- | -------------- | -------------------------- |
| 公益社団法人日本アイソトープ協会   | 13,500～15,000             | 50             | 仙台,東京,名古屋,大阪,福岡 |
| 一般財団法人電子科学研究所         | 14,000～15,000             | 50             | 名古屋,大阪,広島,福岡      |
| 公益社団法人日本診療放射線技師会   | 15,000                     | 80             | 札幌,東京                  |
| 公益財団法人原子力安全技術センター | 16,000～16,500             | 50             | 茨城,東京,大阪,福岡        |

### 講習の種別及び必要時間
| 講習の種別                         | 対象者                                                                         | 必要時間 |
| ---------------------------------- | ------------------------------------------------------------------------------ | -------- |
| 密封・非密封・放射線発生装置使用者 | 密封線源の許可届出使用者 非密封線源の許可届出使用者 放射線発生装置の許可使用者 | 約8時間  |
| 密封線源限定使用者                 | 密封線源の許可届出使用者                                                       | 約6時間  |
| 届出販売・賃貸業者                 | 届出販売業者 届出賃貸業者                                                      | 約4時間  |

## 放射線取扱主任者に付与される資格
- エックス線作業主任者

第1種放射線取扱主任者免状の交付を受けた者は、都道府県労働局長に対し免許交付申請をすることで、エックス線作業主任者免許の交付を受けることが出来る。
- ガンマ線透過写真撮影作業主任者

第1種放射線取扱主任者免状または第2種放射線取扱主任者免状の交付を受けた者は、都道府県労働局長に対し免許交付申請をすることで、ガンマ線透過写真撮影作業主任者免許の交付を受けることが出来る。
- 作業環境測定士

第1種放射線取扱主任者免状を有し、事業者により第1種放射線取扱主任者に選任されている者、または資格取得後に放射性物質の濃度の測定の実務に3年以上従事した経験を有する者は、事業者等の証明を添付することにより、第1種・第2種作業環境測定士試験の共通科目および第1種作業環境測定士試験の選択科目「放射性物質（放射線）」の受験が免除される。